# Hugo Segerborg
Karl Hugo Segerborg, vanligen K. Hugo Segerborg, född 4 mars 1864 i Karlstad, död 26 mars 1955 i Stockholm, var en svensk teckningslärare, författare och tecknare. Han var far till Ragnar Segerborg och morfar till Lena Cronqvist.

## Biografi
Segerborg var son till hemmansägaren Carl Svensson och Stina Cajsa Segerborg samt från 1891 gift med Valborg Sjöberg. Han avlade mogenhetsexamen i Karlstad 1884 och examen vid Tekniska skolans högre konstindustriella avdelning i Stockholm 1887. Efter studierna var han verksam som teckningslärare vid folkskoleseminariet i Karlstad 1888 och vid högre allmänna läroverket och 1911–1929 vid Nya elementarskolan i Stockholm. Samtidigt var han anställd som överlärare i geometrisk konstruktionsritning, teckning och linearritning vid Tekniska skolan i Stockholm 1912–1939. Han utnämndes till föreståndare för Tekniska skolans Teckningslärarseminarium och läsåret 1936–1937 var han dessutom föreståndare för Högre konstindustriella skolan.
Segerborg tillkallades vid flera tillfällen av bland annat Ecklesiastikdepartementet och Läroverksöverstyrelsen som sakkunnig rörande teckningsundervisningens organisation vid de allmänna läroverken, folkskoleseminarierna och folkskolorna samt var 1906 ledamot av en kommitté för avgivande av förslag till nytt reglemente för Lärarnas vid elementarläroverken änke- och pupillkassa och var även ledamot av Lärarlönenämnden. Han var ordförande i Stockholms teckningslärarförbund 1924. Med statsbidrag företog Segerborg flera utländska studieresor och var vid internationella tecknings- och konstundervisningskongresser landet Sveriges ombud. Som organisatör och pedagog gjorde han en banbrytande insats för förbättrandet av teckningsundervisningen i Sverige och skrev ett 20-tal läroböcker och handledningar för blivande teckningslärare som utgavs i flera upplagor.
Segerborg var mycket sparsam med sina offentliga framträdanden men konstverk av honom finns i olika privata samlingar. Som författare gav han under pseudonymen CGR Borg ut den illustrerade barnboken En rolig rit- och bilderbok  1903 och romanerna När ödet leker  samt Ingen var den andre lik. Han är begravd på Lidingö kyrkogård.